# زومفونیشه موزیک پرزیشر کمپونیستن
زومفونیشه موزیک پرزیشر کمپونیستن (به [ Symphonische Musik persischer Komponisten] Error: {{Lang-xx}}: متن دارای نشانه‌گذاری ایتالیک است (راهنما)) یک آلبوم موسیقی اثر علیرضا مشایخی، هنرمند ایرانی است که در سبک سمفونی تهیه شده و ۹ آهنگ دارد.

## فهرست آهنگ‌ها
| ردیف | آهنگ                 |
| ۱    | I.Satz               |
| ۲    | II.Satz              |
| ۳    | III.Satz             |
| ۴    | IV.Satz              |
| ۵    | Development V (nima) |
| ۶    | Praludium            |
| ۷    | Fuge                 |
| ۸    | Toccata              |
| ۹    | Contradiction II     |